# Tir cu arcul la Jocurile Olimpice de vară din 2024
Probele sportive de tir cu arcul la Jocurile Olimpice de vară din 2024 s-au desfășurat în perioada 25 iulie–4 august 2024 la Hôtel des Invalides din Paris, Franța.

## Clasament pe medalii
Legendă
| Loc | Țară                       | Aur | Argint | Bronz | Total |
| --- | -------------------------- | --- | ------ | ----- | ----- |
| 1   | Coreea de Sud              | 5   | 1      | 1     | 7     |
| 2   | Franța                     | 0   | 1      | 1     | 2     |
| 2   | Statele Unite ale Americii | 0   | 1      | 1     | 2     |
| 4   | China                      | 0   | 1      | 0     | 1     |
| 4   | Germania                   | 0   | 1      | 0     | 1     |
| 4   | Mexic                      | 0   | 0      | 1     | 1     |
| 4   | Turcia                     | 0   | 0      | 1     | 1     |
|     |                            | 5   | 5      | 5     | 15    |

## Medaliați
| Probă                       | Aur                                                          | Argint                                                             | Bronz                                                        |
| Individual masculin detalii | Kim Woo-jin · Coreea de Sud (KOR)                            | Brady Ellison · Statele Unite ale Americii (USA)                   | Lee Woo-seok · Coreea de Sud (KOR)                           |
| Individual feminin detalii  | Lim Si-hyeon · Coreea de Sud (KOR)                           | Nam Su-hyeon · Coreea de Sud (KOR)                                 | Lisa Barbelin · Franța (FRA)                                 |
| Echipe masculin detalii     | Coreea de Sud · Kim Je-deok · Kim Woo-jin · Lee Woo-seok     | Franța · Baptiste Addis · Thomas Chirault · Jean-Charles Valladont | Turcia · Mete Gazoz · Berkim Tümer · Abdullah Yıldırmıș      |
| Echipe feminin detalii      | Coreea de Sud · Jeon Hun-young · Lim Si-hyeon · Nam Su-hyeon | China · An Qixuan · Li Jiaman · Yang Xiaolei                       | Mexic · Ángela Ruiz · Alejandra Valencia · Ana Paula Vázquez |
| Echipe mixt detalii         | Coreea de Sud · Kim Woo-jin · Lim Si-hyeon                   | Germania · Florian Unruh · Michelle Kroppen                        | Statele Unite ale Americii · Brady Ellison · Casey Kaufhold  |